# Трифеніламін
Трифені́ламі́н (англ. Triphenylamine) — органічна сполука з формулою (C6H5)3N. На відміну від більшості амінів, трифеніламін не є осно́вним.
Трифеніламін може бути отриманий шляхом арилювання дифеніламіну.
Його похідні мають корисні властивості в електропровідності та електролюмінесценції, і вони використовуються в OLED як діркові провідники.